# دنیلو گالیناری
دنیلو گالیناری (انگلیسی: Danilo Gallinari؛ زادهٔ ۸ اوت ۱۹۸۸) بازیکن بسکتبال اهل ایتالیا است.
از باشگاه‌هایی که در آن بازی کرده‌است می‌توان به آتلانتا هاوکس، نیویورک نیکس، المپیا میلان، لس آنجلس کلیپرز، اکلاهما سیتی تاندر، و دنور ناگتس اشاره کرد.
وی در مسابقات کشوری و بین‌المللی در مجموع برندهٔ ۲ مدال برنز شده‌است.